# UFC Fight Night: Waterson vs. Hill
UFC Fight Night: Waterson vs. Hill (även UFC Fight Night 177, UFC ON ESPN+ 35 och UFC Vegas 10) var en MMA-gala anordnad av UFC. Den ägde rum 12 september 2020 i UFC APEX i Las Vegas, Nevada.

## Bakgrund
Huvudmatchen var en stråviktsmatch mellan Invicta FC:s före detta atomviktsmästare Michelle Waterson och Invicta FC:s före detta stråviktsmästare Angela Hill.

## Ändringar
En lättviktsmatch mellan Alan Patrick och Rodrigo Vargas var tänkt att gå av stapeln, men 2 september meddelades det att Bobby Green ersatte Vargas när den senare ströks från kortet.
MMAjunkie meddelade 10 september att Roque Martinez mot Alexandr Romanov i tungvikt lagts till kortet.
Frank Camacho skulle ha mött Brok Weaver i lättvikt, men Frevola ströks från kortet när han testades positivt för Covid-19. Han ersattes av Jalin Turner som möter Weaver i en catchviktmatch vid 165 lb/74,8 kg.
En flugviktsmatch mellan Matt Schnell och Tyson Nam var bokad, men Schnell ströks från kortet på invägningsdagen av hälsoskäl relaterade till bantningen. Matchen ströks innan endera fajter hunnit väga in.

### Invägning
Vid invägningen strömmad via Youtube vägde utövarna följande:

## Resultat
1. ↑  165 lb/74,8 kg

## Bonusar
Följande MMA-utövare fick bonusar om 50 000 USD vardera:
- Fight of the Night: Michelle Waterson vs. Angela Hill
- Performance of the Night: Ottman Azaitar och Kevin Croom